# Ловец на сънища
Ловец на сънища (англ. dreamcatcher, dream catcher оджибуей asabikeshiinh неодушевена форма на думата „паяк“  или bawaajige nagwaagan „ловец на сънища“), сънохващач или капан за сънища е ръчно изработен индиански талисман, състоящ се от върбов обръч, в който е преплетена мрежа от шнурове, наподобяваща паяжина. В центъра се поставя перо от нощна птица, най-често някакъв вид сова. Амулетът може да се декорира с различни елементи като пера, мъниста и т.н. Смята се, че този предмет може да предпази спящия от зли духове. Според оригиналната оджибуейска традиция, Ловецът на сънища „филтрира“ сънищата, като през отвора в средата преминават само добрите и приятни сънища. Злите и лошите сънища се заплитат в мрежата и с първите лъчи на слънцето се разпадат.

## Историческо развитие
Ловецът на сънища в миналото е бил свещен предмет, характерен единствено за културата на народа оджибуей. През втората половина на ХХ в. ловецът на сънища постепенно се превръща в явление от т.нар. паниндианска култура, в която се смесват традиции на различни индиански народи. Сега той е широко разпространен сувенир, който често няма никакво реално културно значение, а само лесно разпознаваема форма и псевдоиндиански дизайн. Ловецът на сънища е популярен и сред привържениците на съвременната ню-ейдж култура. Мнозина съвременни индианци смятат такова използване на амулета за комерсиализирано и нежелателно културно заимстване.